# Жанатоган (Каркаралинский район)
Жанатоган (каз. Жаңатоған) — село в Каркаралинском районе Карагандинской области Казахстана. Административный центр Жанатоганского сельского округа. Код КАТО — 354855100.

## Население
В 1999 году население села составляло 975 человек (489 мужчин и 486 женщин). По данным переписи 2009 года, в селе проживали 694 человека (343 мужчины и 351 женщина).